# Brzozówka (Brzozowa)
Brzozówka – przysiółek wsi Brzozowa w Polsce, położony w województwie lubuskim, w powiecie sulęcińskim, w gminie Krzeszyce.
W latach 1975–1998 przysiółek administracyjnie należał do województwa gorzowskiego.